# Cataldo Innato
Cataldo Innato (Taranto, 8 febbraio 1958 – Taranto, 19 febbraio 2025) è stato un karateka e maestro di karate italiano.

## Biografia
Fu atleta e maestro di karate Semi-Contact di 8º Dan. Fu il primo karateka a portare il semi-contact nella città di Taranto.

## Titoli
- Campione d'Italia per 12 volte nelle discipline Kata, Semi-Contact e Karate tradizionale (Kumite)
- Campione d'Europa per 2 volte di semi-contact, nelle finali di Ravenna (Italia) e Madrid (Spagna)
- Campione del Mondo a squadre di semi-contact nella finale di Friburgo (Germania)